# Achilles Last Stand
«Achilles Last Stand» (с англ. — «Последний бой Ахилла») — открывающая песня седьмого студийного альбома британской рок-группы Led Zeppelin, Presence, выпущенного в 1976 году. Была написана Джимми Пэйджем и Робертом Плантом в доме Пэйджа в городе Малибу, штат Калифорния, где они оставались в течение месяца, во время восстановления Планта от травм, полученных в автокатастрофе.

## Общий обзор
Песня «Achilles Last Stand», длительностью 10 минут 25 секунд, является третьей по длине студийной записью «Led Zeppelin», после «In My Time of Dying» (11:06) и «Carouselambra» (10:34). Композиция характерна мощной барабанной партией Джона Бонэма, энергичной басовой партией Джона Пола Джонса, симфоническими гитарными партиями Джимми Пэйджа и мрачной философской лирикой. Текстовая составляющая была вдохновлена путешествиями по Марокко, куда Пэйдж и Плант отправились после последнего тура 1975 года. Илья Кормильцев называл лирику «Achilles Last Stand» вершиной поэтического мастерства Роберта Планта.
Джимми Пэйдж называл «Achilles Last Stand» своей любимой песней «Led Zeppelin».

## Участники записи
- Роберт Плант — лидер-вокал
- Джимми Пэйдж — гитара
- Джон Пол Джонс — восьмиструнная бас-гитара
- Джон Бонэм — ударные